# Camp proper i camp llunyà

Difracció de Fraunhofer i difracció de Fresnel

En física de les ones, les descripcions de camp proper i camp llunyà són dues aproximacions possibles per descriure un camp d'ona. Encara que aquestes dues aproximacions són vàlides per a qualsevol camp d'ona, s'utilitzen principalment en l'estudi de l'electromagnetisme, i en particular de l'òptica. Breument, l'aproximació de camp proper descriu l'oscil·lació amb l'aproximació d'ona esfèrica, mentre que l'aproximació de camp llunyà descriu l'oscil·lació amb l'aproximació d'ona plana. En particular, per a l'estudi de la difracció, s'utilitzarà la difracció de Fresnel en l'aproximació de camp proper, mentre que la difracció de Fraunhofer més senzilla s'utilitzarà en l'aproximació de camp llunyà.

## Definicions

Camp llunyà: el patró de radiació es pot estendre al camp llunyà, on l'energia reactiva emmagatzemada no té presència significativa.

El terme regió de camp proper (també conegut com a camp proper o zona propera) té els significats següents pel que fa a diferents tecnologies de telecomunicacions :
- La regió propera d'una antena on la distribució del camp angular depèn de la distància de l'antena.
- En l'estudi de la difracció i el disseny de l'antena, el camp proper és aquella part del camp radiat que es troba per sota de distàncies més curtes que la distància de Fraunhofer,[2] que ve donada per {\displaystyle d_{\text{F}}={\frac {2D^{2}}{\lambda }}} de la font de la vora difractadora o antena de longitud o diàmetre D .
- En les comunicacions de fibra òptica, la regió propera a una font o obertura que és més propera que la longitud de Rayleigh. (Presumint un feix gaussià, que és apropiat per a fibra òptica.)

## Patents
- George F. Leydorf, Camp proper i camp llunyà a l'USPTO (anglès), Antenna near field coupling system. 1966.
- Grossi et al., Camp proper i camp llunyà a l'USPTO (anglès), Trapped Electromagnetic Radiation Communication System. 1969.
- Camp proper i camp llunyà a l'USPTO (anglès), Reducing-Noise With Dual-Mode Antenna. 1969.
- Coffin et al., Camp proper i camp llunyà a l'USPTO (anglès), Determination of Far Field Antenna Patterns Using Fresnel Probe Measurements. 1972.
- Hansen et al., Camp proper i camp llunyà a l'USPTO (anglès), Method and Apparatus for Determining Near-Field Antenna Patterns. 1975
- Wolff et al.,Camp proper i camp llunyà a l'USPTO (anglès), Method and apparatus for sensing proximity of an object using near-field effects